# Maryla Freiwald
Maryla Freiwald (gift Korn och Hoffman), född 8 januari 1911 i Kraków, Polen, död juli 1962 i Rio de Janeiro, Brasilien, var en polsk friidrottare med löpgrenar som huvudgren. Freiwald var en pionjär inom damidrott, hon blev bronsmedaljör vid den tredje ordinarie damolympiaden 1930.

## Biografi
Maryla Freiwald föddes i mellersta Polen. När hon började med friidrott tävlade hon främst i kortdistanslöpning och häcklöpning men även i längdhopp. 1926 gick hon med i idrottsföreningen Żydowskiego Klubu Makkabi Kraków i Krakow, hon tävlade för klubben under hela sin aktiva tid.
Freiwald deltog i flera polska mästerskap, hon var mästare i häcklöpning 80 meter 1928, 1929, 1934, 1935 och 1936 samt polsk mästare i stafettlöpning 4 x 200 meter 1936. 1927 var hon även polsk mästare i längdhopp och längdhopp utan ansats. 1929 satte hon även polskt rekord i häcklöpning 80 meter.
Freiwald deltog i den tredje ordinarie damolympiaden (polska: Światowe Igrzyska Kobiet) 6–8 september i Prag, under idrottsspelen vann hon bronsmedalj i stafettlöpning 4 x 100 meter (med Alina Hulanicka, Maryla Freiwald som andre löpare, Stanisława Walasiewicz och Felicja Schabińska).
1932 deltog hon i den första Mackabiaden i Tel Aviv 28 mars–2 april, under idrottsspelen tog hon guldmedalj i stafettlöpning, silverplats i löpning 100 meter, häcklöpning och längdhopp samt bronsplats i höjdhopp.
Kring 1936 drog hon sig tillbaka från tävlingslivet, senare utvandrade hon till Brasilien. Freiwald dog 1962 i Rio de Janeiro.